# Арнольд, Иван Карлович
 Иван Карлович Арно́льд (нем. Johann Eduard von Arnold; 1805, Москва — 1891, Санкт-Петербург) — педагог, основатель первого в Москве училища для глухонемых; художник.

## Биография

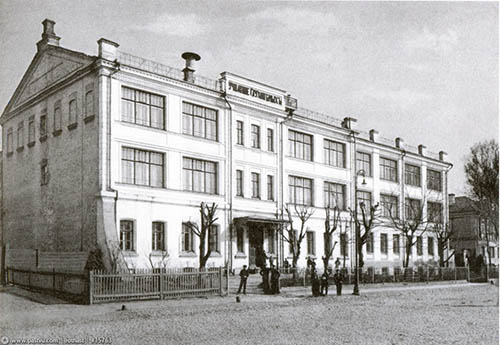
Здание училища в Москве

Родился 25 сентября (7 октября) 1805 года в Москве, сын К. Арнольда. В младенчестве, в 1807 году, при падении получил сотрясение мозга, из-за которого потерял слух.
В 1811—1813 годах обучался в Петербургском училище для глухонемых. С 1816 года жил в Германии; до 1819 года учился в Берлинской Академии художеств и училище для глухонемых, затем, с 1819 по 1822 год находился в пансионе К. Ланга около Дрездена, а в 1822—1824 годах обучался в Дрезденской Академии художеств, которую окончил с серебряной медалью. Затем в течение двух лет, решив посвятить свою жизнь глухонемым, изучал сурдопедагогику.
В 1825 году вернулся в Санкт-Петербург. Работал художником в Эрмитаже; рисовальщиком, а затем топографом в Департаменте государственных имуществ. В 1840-х годах был гувернёром глухонемого мальчика.
В 1852 году создал частный пансион для 5 мальчиков из малоимущих семей, с бесплатным обучением. В 1853 году пансион был преобразован в училище. В это время Арнольду финансово помогал П. А. Веймарн, тоже глухонемой.
После переезда в Москву, в 1860 году на собственные средства он основал там первое училище для глухонемых, которое с 1863 года содержалось Комитетом благотворителей, преобразованным в 1869 году в «Попечительное об Арнольдовском училище общество» (его председателем в 1869—1898 гг. был П. М. Третьяков). Арнольд был в училище директором до 1866 года, затем сосредоточился на работе педагога. В 1864 году в училище учились 21 человек.
С 1879 года по 1882 год И. К. Арнольд преподавал в приюте при училище глухонемых в Санкт-Петербурге. В 1882 году ушёл в отставку и переехал в Сестрорецк. Затем жил в Санкт-Петербурге, где и умер 26 апреля (8 мая) 1891 года; похоронен на Смоленском православном кладбище.

## Награды
В 1881 году получил орден Святого Станислава 2-й степени.